# Attagenus kephallenicus
Attagenus kephallenicus es una especie de coleóptero de la familia Dermestidae.

## Distribución geográfica
Habita en Grecia.